# Hendrik Hana
Hendrik Hana (Leiden, 4 mei 1814 -  Amsterdam, 17 januari 1877) was een Nederlands architect. 
Hij was zoon van knecht in de wijnhandel, later reiziger Cornelis Johannes Hana en Johanna Sophia van Stipriaan. Zijn grootvader Hendrik Hana was rector van de Latijnse scholen in Amersfoort. Hijzelf trouwde in 1841 met Gerretje Wijnveld en was toen al architect. Hij is grootvader van Herman Hana, leerling van Hendrik Petrus Berlage, maar Herman werd geen architect.
Van zijn hand is onder meer het voormalige schoolgebouw aan de Bloemstraat 191 de Eben-Haëzerschool, een rijksmonument. Ook ontwierp hij de Nederlands Hervormde kerk in Wolphaartsdijk., een ambachtsschool aan de Lauriergracht (1844) en het schoolgebouw Kloveniersburgwal 131. Hij was ook een van de eerste ontwerpers van woonkazernes. Aan de Oostenburgermiddenstraat 85-89 zette hij zo’n complex neer, het is inmiddels gesloopt; een blokje sociale woningbouw aan de Eerste Passeerdersdwarsstraat 51-65 staat er nog wel. Beide woonblokken werden gebouwd voor de Vereeniging ten behoeve der Arbeidersklasse te Amsterdam. 
Hij was van 1847 tot 1850 tekenleraar van Jacob Olie. Olie bracht die lessen in praktijk als tekenaar en opzichter verbonden aan het bureau van architect Jan Leliman, voordat Olie zich tot de fotografie wendde. Ook Gerlof Salm was een leerling van Hana.
Hij werd begraven op de Oosterbegraafplaats. 

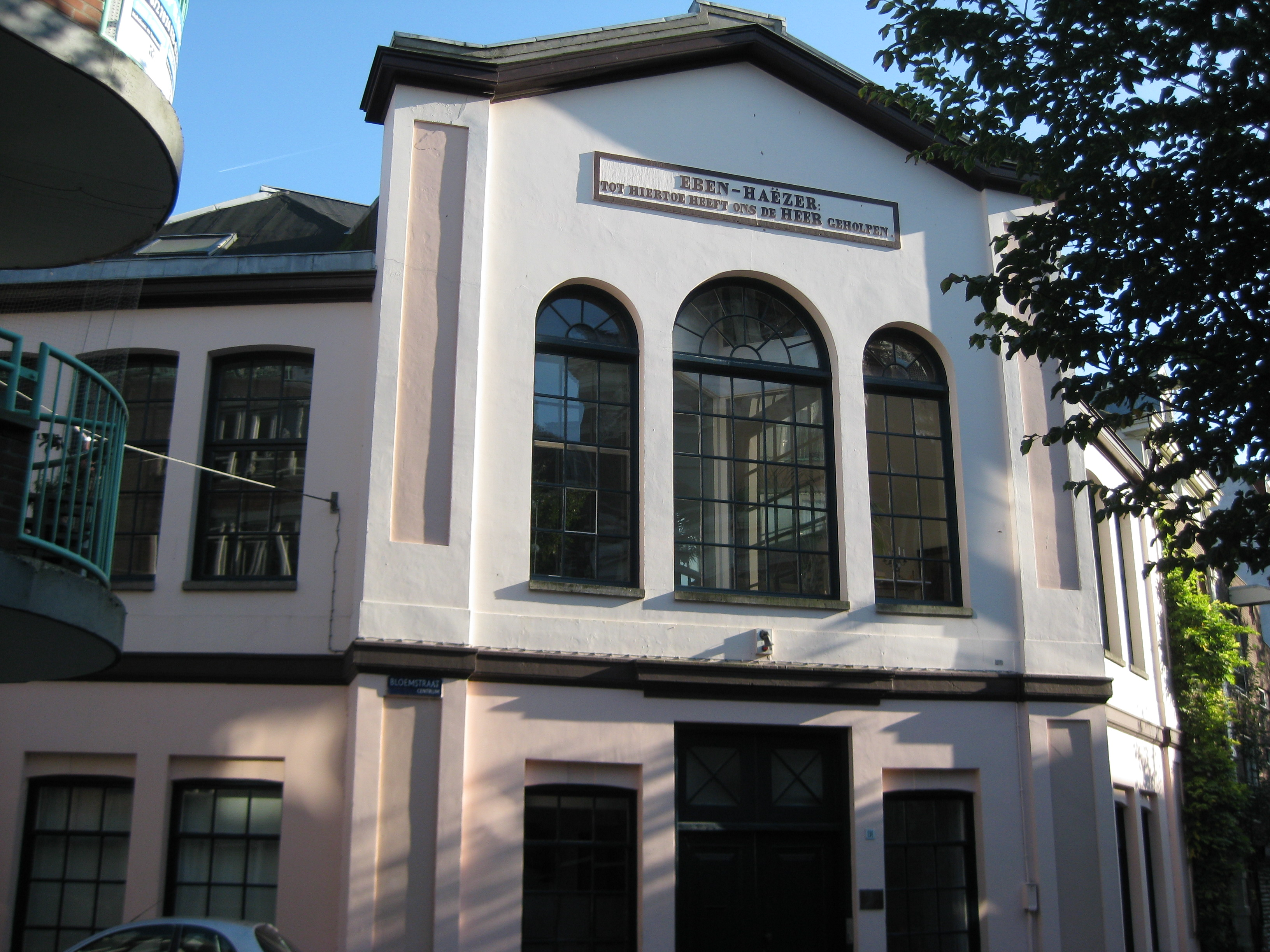
Bloemstraat 191